# Ulica Rudzka w Rybniku
Ulica Rudzka w Rybniku – najdłuższa i jedna z najważniejszych ulic Rybnika. Ma około 10,3 km długości. Ulica rozciąga się od Placu Kościelnego w Śródmieściu do granic miasta w dzielnicy  Stodoły. Jest częścią drogi wojewódzkiej nr 920. Przebiega przez pięć dzielnic - Śródmieście, Północ, Orzepowice, Chwałęcice i Stodoły. Duża część trasy przebiega nad zachodnim brzegiem Jeziora Rybnickiego.

## Obiekty
- Uniwersytet Ekonomiczny (filia)
- Politechnika Śląska
- Centrum Upowszechniania Technologii  Informatycznych
- Zbór Kościoła Wolnych Chrześcijan
- Oddział terenowy Regionalnego Centrum Krwiodawstwa i Krwiolecznictwa w Raciborzu
- Oczyszczalnia ścieków
- Ośrodek Żeglarski „Kotwica”
- Ośrodek Sportów Wodnych i Rekreacji Elektrowni Rybnik S.A
- budynek biurowo-usługowy, pierwotnie willa rodziny Haase, wybudowany w latach ok. 1890–1900, zlokalizowany przy ul. Rudzkiej 3 (wpisany do rejestru zabytków (nr rej. A/1244/23 z 8 sierpnia 2023)[2]Ulica Rudzka – w tle kampus

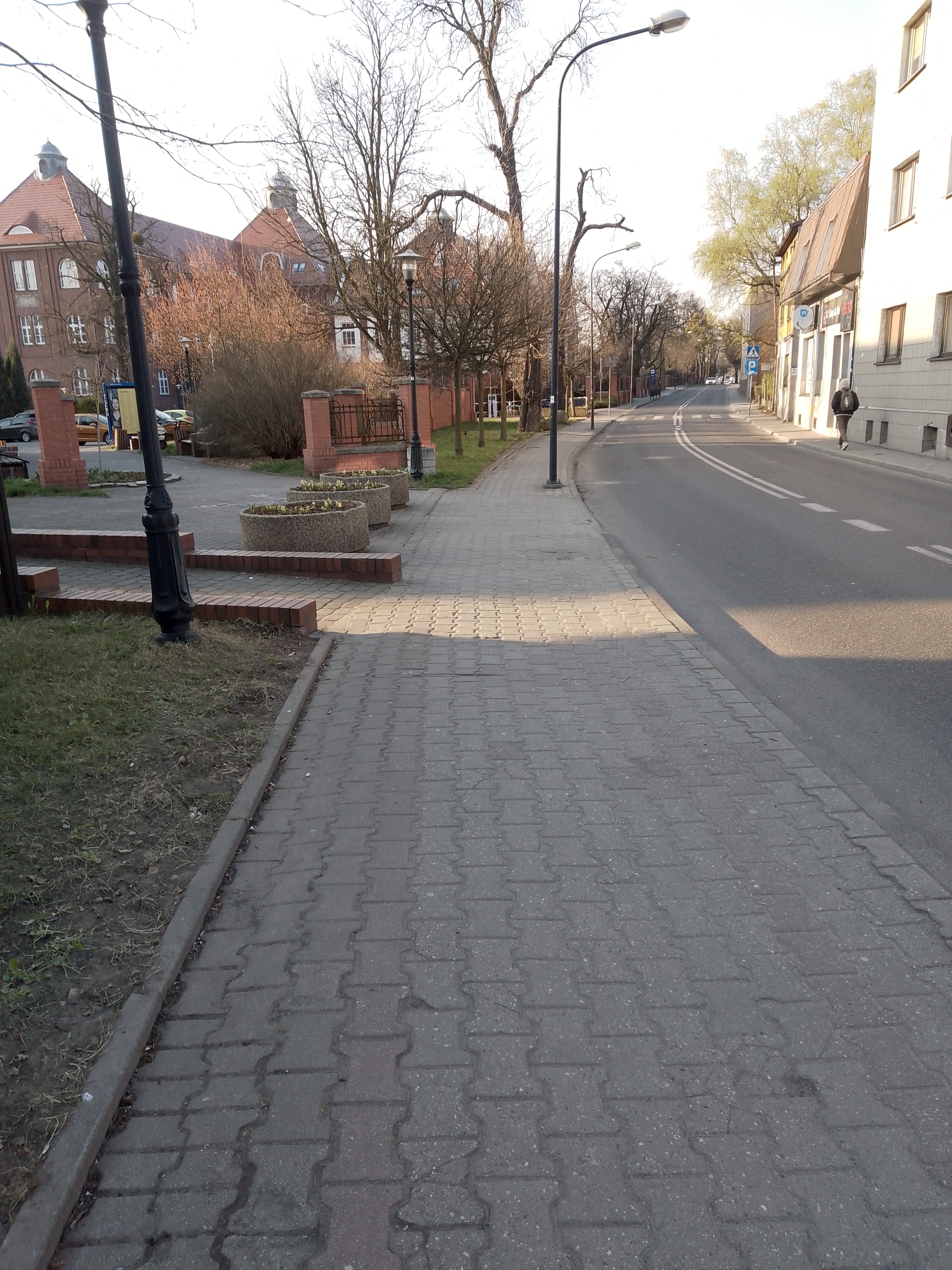
Ulica Rudzka – w tle kampus

## Komunikacja
Przy ulicy znajduje się jedenaście przystanków KM – Rudzka Kampus, Rudzka Cmentarz, Rybnik Wawok, Orzepowice Kuźnia, Orzepowice Skrzyżowanie, Chwałęcice Przystań, Chwałęcice Poczta, Chwałęcice Skrzyżowanie, Chwałęcice Pniowiec, Stodoły Przystań i Stodoły, ponadto biegną trasy 9 linii komunikacji miejskiej. Są to linie numer 6, 7, 11, 12, 40, 41, 43, 45, N2.